# Encarsia protransvena
Encarsia protransvena är en stekelart som beskrevs av Gennaro Viggiani 1985. Encarsia protransvena ingår i släktet Encarsia och familjen växtlussteklar.
Artens utbredningsområde är:
- Colombia.
- Egypten.
- Fiji.
- Honduras.
- Iran.
- Italien.
- Puerto Rico.
- Spanien.
- Taiwan.

Inga underarter finns listade i Catalogue of Life.